# Leoncjusz (arcybiskup Cypru)
Leoncjusz (ur. 3 marca 1896 w Limassol, zm. 26 lipca 1947) – zwierzchnik Cypryjskiego Kościoła Prawosławnego w 1947.

## Życiorys
W 1930 został wybrany na metropolitę Pafos. Miał prawicowe poglądy polityczne. Od 1933 do 1947 pełnił funkcję locum tenens arcybiskupstwa Cypru, gdyż po śmierci arcybiskupa Cyryla III brytyjskie władze kolonialne nie zgodziły się na wybór nowego zwierzchnika Kościoła zgodnie z tradycyjnymi procedurami. Ponadto wygnanie metropolitów Kition Nikodema i Cyrynei Makarego II, oskarżonych o współorganizację powstania na Cyprze w 1931, uniemożliwiło sformowanie Świętego Synodu Kościoła.
Leoncjusz łączył działalność religijną z wspieraniem ruchu narodowego Greków cypryjskich. Z tego powodu był dwukrotnie osadzany w areszcie domowym: między kwietniem 1938 a kwietniem 1939 i ponownie między majem 1939 a majem 1940. Szczególnie zajmował się prowadzonymi przez Kościół szkołami.
W 1946 udał się do Aten, a następnie do Londynu, by prosić o przyłączenie Cypru do Grecji (enosis).
Wyboru Leoncjusza na arcybiskupa Cypru dokonał w czerwcu 1947 Synod Elekcyjny, w którym obok hierarchii cypryjskiej wzięli udział duchowni z Patriarchatu Konstantynopolitańskiego: metropolita Sardes Maksym i metropolita Pergamonu Adamant. Leoncjusz zmarł 37 dni po swojej intronizacji.